# 佃煮海苔男
佃煮海苔男（日语：／ Tsukudani Norio，1993年4月16日—），日本漫画家、插畫家。过去曾作为主播在Niconico直播进行直播。目前也在以虛擬YouTuber「犬山玉姬」（犬山たまき）的经纪人身份进行活动（见后文）。
出生于新潟县長岡市，现居東京都。女性。

## 生平经历
在职业出道之前，海苔男曾画过《闪电十一人》的女性向同人誌。一次偶然的机会，海苔男投稿在pixiv上的《闪电十一人》的女装插图被一迅社《Waai!》的编辑发现，并因此受到约稿邀请。而后在高三那年的夏Comic Market上，海苔男又主动向责任编辑递交了一份漫画原稿。以此为契机，她在2011年开始于一迅社《Waai!》连载《偽姬物語》。绘制连载的第一话时，她还在上高中。
2012年至2013年，曾在Media Factory《月刊Comic Alive》连载《大图书馆的牧羊人 ～孤身歌姬～》的改编漫画。
2015年起，开始于一迅社《月刊ComicREX》连载《女主之声》。2017年起，开始于白泉社《Young Animal》连载《双叶家的姐弟》。
目前由于正忙于后文所述的犬山玉姬的活动之中，因此正处于长期休刊中。连载方式也转变为了「画一部分积攒下来再出刊」的模式。
2021年4月16日生日當天宣佈自己已在同年3月結婚，對方是一位公司的社長。

## 人物
- 筆名是加工了一下朋友起的绰号而得来的[2]。「海苔男」源自朋友对自己的昵称「Norio」，而「佃煮」则是通过海苔男→海苔→佃煮的联想而补充上的。本名与笔名之间没有任何关联。
- 从小学二年级开始画漫画。
- 19岁出道后就搬到了东京，开始了独居生活。然而由于精神上压力过大，便对母亲说「不会在金钱方面给你添麻烦」，并把母亲也从老家叫了过来。直至今日，也在与母亲共同生活。
- 公称年龄为17岁，但在2019年2月的一段以犬山玉姬的身份与海苔男的对谈影片中自曝：「今年我就26了，现在我还是25。因为我4月16才到生日」，从而被确定出生年份是1993年。2020年1月13日在一段由本人亲自上传的剪辑影片（内容来自2019年5月的母亲节的送礼物直播）的标题中提到了「26岁」的字眼，真实年龄已然成了一个「公開的秘密」[5]。
- 受到了作家高桥留美子的影响，喜欢的漫画家是矢吹健太朗、村田雄介。
- 在迄今为止看过的作品中，最受感动的是《新世纪福音战士》。
- 2016年10月起，养了一只名为「姬」的马尔济斯犬。名字来源于《偽姬物語》的主人公有川姬[6]。
- 曾梦想做一名聲優，并公开宣称自己非常喜欢声优（女性声优限定）。在《搞姬日常》动画中，以配音广播部部长的身份「声优出道」，并在廣播劇CD中也配音了一个龙套角色。
  - 与在《搞姬日常》动画中出演的桑原由氣、小野早稀关系很好[7][8]。
  - 笔名容易被人误解为男性，因此在《搞姬日常》的配音现场与工作人员初次见面时，并没有被发现自己就是原作者本人（而且比桑原和小野都要年轻）。即便自己公布了原作者的身份，也被小野认为是「影武者之类的」，直到画画的时候，由于旁人察觉到了「高手般的画技」才终于被确信就是本人。
  - 是赤崎千夏的粉丝，通过努力得以让赤崎千夏在《偽姬物語》中为有川辉夜配音[9]。 在《双叶家的姐弟》中，也请来了赤崎千夏为双叶宁子配音。
- 很擅长唱歌，屡次在Comic Market上贩卖收录了亲自作词歌曲的CD。
- 出道前，郡道美玲（日语：郡道美玲）（彩虹社所屬VTuber）曾作为一名粉丝从外地前来即卖会购买《闪电十一人》的同人志，但两位当事人在作为VTuber联动前一直不知道此事，得知此事后吓了一跳[10]。

## 作品

### 漫画
- 偽姬物語（《Waai!（日语：わぁい!）》 vol.7 - 16）
  - 搞姬日常+（《Waai!（日语：わぁい!） Mahalo》 vol.7 - 16）
  - 搞姬日常REX版（《月刊ComicREX》2013年12月号 - 2015年8月号）
  - 搞姬日常Febri版（《Febri（日语：Febri）》vol.23 - 29）
- 大图书馆的牧羊人 ～孤身歌姬～（《月刊Comic Alive》2012年11月号 - 2013年10月号）
- 女主之声（日语：ヒロインボイス）（《月刊ComicREX》2016年1月号 - 12月号（第1部））
- 双叶家的姐弟（《Young Animal》2017年第7号 - ）

### 插画・插图
- 吾辈是欧克。女骑士还没出现。（MF文庫J，内田俊著）2016年2月25日
- （一迅社文庫，棺悠介著）2016年3月19日

## 音樂作品

### 單曲
| 發售日期     | 標題 | 規格         | 備註 |
| ------------ | ---- | ------------ | ---- |
| 2022年6月3日 |      | 數位音樂下載 |      |

### 參加作品
| 發售日期       | 標題 | 參與歌手                                                                         | 備註                                |
| -------------- | --- | -------------------------------------------------------------------------------- | ----------------------------------- |
| 2019年7月26日  | | 犬山玉姬                                                                         | 成人遊戲《宿星的女朋友3》片頭曲     |
| 2020年1月19日  | | 犬山玉姬                                                                         | 雜錦專輯《VirtuaREAL.01》收錄曲     |
| 2020年10月24日 | I WISH | 犬山玉姬                                                                         | 雜錦專輯《IMAGINATION vol.3》收錄曲 |
| 2020年10月24日 | 365天的紙飛機（365日の紙飛行機） | 犬山玉姬、夏色祭                                                                 | 雜錦專輯《IMAGINATION vol.3》收錄曲 |
| 2020年10月24日 | 大聲鑽石（大声ダイヤモンド） | 犬山玉姬、愛宮Milk、周防帕特拉、鈴鹿詩子、鈴原露露、宗谷Ichika、角卷綿芽、夏色祭 | 雜錦專輯《IMAGINATION vol.3》收錄曲 |
| 2021年2月6日   | | REDALiCE feat.犬山玉姬                                                           | 音樂遊戲《Muse Dash》歌曲           |
| 2022年1月26日  | | 犬山玉姬                                                                         | 雜錦專輯《SPOTLIGHT vol.2》收錄曲   |
| 2022年1月26日  | 犬山玉姬、SIRO |                                                                                  | 雜錦專輯《SPOTLIGHT vol.2》收錄曲   |
| 2022年1月26日  | 杏戶Uge、犬山玉姬、VESPERBELL、潤羽露西婭、大空昴、神樂七奈、時雨羽衣、白雪深白、SIRO、白銀諾艾爾、宗谷Ichika、somunia、 |                                                                                  | 雜錦專輯《SPOTLIGHT vol.2》收錄曲   |

## 出演

### 电视节目
- （BS富士：2019年4月5日 - ） [15]

### 广播节目
※指网络播出
- （2018年5月、Manga Park※）[16]

### 网路节目
- （2019年3月16日 - 、YouTube、PIXIV FANBOX）

### 電視動畫
- 偽姬物語（2014年） 聲演 廣播部部長

## 犬山玉姬
犬山玉姬（日语： Inuyama Tamaki）是由佃煮海苔男親自設計並运营的虛擬YouTuber，其角色設定為犬娘，然而其實是男性，而佃煮海苔男名義上則是「犬山玉姬的妈妈兼经纪人」。这个角色起初是为了2017年6月1日海苔男粉丝俱乐部的创办，作为自己的原创角色而诞生的。犬山玉姬的官方年龄为17岁（与佃煮海苔男的公称年龄相同），真实年龄为23岁。
平时在积极地进行直播活动，与同为虚拟YouTuber的织田信姬（已經於2020年4月30日畢業引退）在Twitter上有进行密切的交流。此外，还会在直播中使用织田信姬的声音，以假装成联动直播的方式进行直播，并把与自己的配对称作「信Tama」，还在Twitter上流行起了「#信たまてぇてぇ」（信Tama贴贴）的标签。
犬山玉姬也積極地與多位虛擬YouTuber交流，包括Hololive、彩虹社、774 inc.、VSPO!多位成員，亦包括絆愛、時雨羽衣、神樂Mea、兔鞠Mari、伊東Life、天開司、GatchmanV等其他虛擬YouTuber。

### 出演（犬山玉姬）

#### 电视节目（犬山玉姬）
- ジャパコンProject 二次元領域拡大通信（日语：ジャパコンTV） （2019年4月5日 - ，BS富士[20]）
- 超人女子戰士 Gariben Girl V（日语：超人女子戦士 ガリベンガーV）（2019年11月7日，朝日電視台）

#### 游戏（犬山玉姬）
- 晓之爆裂者（2019年，犬山玉姬〈本人饰演〉[21]）
- VVV 戰機少女（2020年，犬山玉姬〈本人饰演〉[22]）

#### 網絡節目（犬山玉姬）
- Tokyo 1day Trip（2022年3月28日 - 4月11日，Spotify）與因幡Haneru（日语：因幡はねる）共同[23]

### 漫画（犬山玉姬）
標題為，2020年12月11日起於ComicWalker和Niconico靜畫連載。原案和監修為佃煮海苔男本人，作畫為あらと安里。

## NoriPro
NoriPro（日语：のりプロ），中文別稱為海苔箱或苔箱，是由佃煮海苔男亲自参与角色绘制与制作管理的VTuber事務所，包括了犬山玉姬在内共有8名成员（不包括經紀人、3D模型師、動畫師及前成員）。NoriPro以白雪深白的出道为契机，於2019年11月30日正式成立。

### 所属成员

#### 1期生
所有成員的角色設計者皆為佃煮海苔男。
- 犬山玉姬（日语：／ Inuyama Tamaki）

2018年9月29日出道，角色設定為犬娘（偽娘），另見#犬山玉姬。
- 白雪深白（日语：／ Shirayuki Mishiro）

2019年12月6日出道，角色設定為犬娘，犬山玉姬的妹妹。
- 爱宫Milk（日语：／ Enomiya Miruku）

2020年4月17日出道，角色設定為奶貓。
- 熊谷Takuma（日语：／ Kumagaya Takuma）

2020年8月4日出道，角色設定為熊，NoriPro唯一的男性VTuber。
- 姬咲柚流（日语：／ Himesaki Yuzuru）

2020年9月15日出道，角色設定為兔娘。
和佃煮海苔男一樣皆為畫師，負責NoriPro幕後人員的角色設計，也參與NoriPro相關的作畫工作（如周邊、MV插畫）。

#### 2期生（已解散）
和1期生不同，佃煮海苔男不再參與角色設計，而是由友好的畫師負責設計。2022年1月10日，NoriPro發表公告，夢乃莉莉絲因多項違規事項而被解約。2022年1月28日，鬼燈童移籍至NoriPro Gamers。2022年3月5日，其餘成員移籍至NoriPro Music，2期生組別因而解散。

#### NoriPro Gamers
以遊戲實況為主的活動團體，2022年1月28日成立。
- 稻荷伊呂波（日语： Inari Iroha）

2022年1月28日出道，角色設計者為Guchiko，角色設定為九尾狐。
- 雷古勒斯·獅心（日语： Regurushu Raionhāto）

2022年1月28日出道，角色設計者為館田Done，角色設定為獅子。
- 貓瀨乃信（日语： Nekozeno Shin）

2022年1月28日出道，角色設計者為TCB，角色設定為怪盜。

#### NoriPro Music（已解散）
以音樂為主的活動團體，2022年3月5日成立。隨著最後一位成員胡桃澤桃因合約到期從NoriPro畢業，NoriPro Music組別事實上解散。

#### 其他成員
所有成員亦有自己的虛擬形象，而角色設計者皆為姬咲柚流（鬼燈童除外）。
- Beppy（日语： Beppi）[31]

NoriPro第1位經紀人。2020年7月6日開啟Twitter帳戶。
- Lovechan（日语： Rabuchan）[32]

NoriPro第2位經紀人。2021年2月6日開啟Twitter帳戶。
- Muse（日语： Myūzu）[33]

NoriPro專屬3D模型師。
- 手鞠Karuta（日语： Temari Karuta）[34]

NoriPro專屬動畫師。
- 鬼燈童（日语：／ Hoozuki Warabe）

2020年12月17日出道，角色設計者為Yasuyuki（やすゆき），角色設定為一千歲的鬼娘。原2期生和NoriPro Gamers隊長。
擅長動畫製作，NoriPro所有成員的轉場動畫皆由鬼燈童包辦，也參與不限於NoriPro的其他VTuber如燦鳥Nomu、歌衣Meika、寶鐘瑪琳等人的MV製作。
2022年12月14日，NoriPro發表公告，鬼燈童因家庭原因宣佈於2023年1月30日結束VTuber活動，轉型為NoriPro專屬動畫師。

#### 前成員

##### 已停止活動
- 夢乃莉莉絲（日语：／ Yumeno Ririsu）

原2期生。2021年1月16日出道，角色設計者為伊東Life，角色設定為夢魔。2022年1月10日，NoriPro發表公告，夢乃莉莉絲因多項違規事項而被解約。
- Yurika

NoriPro第3位經紀人，其個人虛擬形象由姬咲柚流設計。2021年7月10日開啟Twitter帳戶。2022年5月13日，Yurika於NoriPro官方Twitter發表公告，因個人原因宣佈畢業。
- 看谷Nia（日语：／ Mirutani Nia）

原2期生和NoriPro Music所屬。2021年5月21日出道，角色設計者為jimmy，角色設定為從妖精界來的護士。2022年5月21日，NoriPro發表公告，看谷Nia因家庭原因宣佈畢業，於2022年5月22日出道滿一周年之際進行最後的直播。

##### 個人勢
- 逢魔琪拉拉（日语：／ Ouma Kirara）

原2期生和NoriPro Music所屬。2021年3月19日出道，角色設計者為necömi，角色設定為惡魔。2023年2月15日，因家庭原因宣佈畢業，於同年4月24日以個人勢身份復歸。
- 胡桃澤桃（日语：／ Kurumizawa Momo）

原2期生和NoriPro Music所屬。2021年4月9日出道，角色設計者為Sakura Shiori（さくらしおり），角色設定為魔法少女。2023年3月24日，NoriPro發表公告，胡桃澤桃由於合約到期，將從NoriPro畢業，以個人勢身份活動。

### 單曲
佃煮海苔男／犬山玉姬的音樂作品請看#音樂作品。
| 發售日期      | 標題                | 演唱歌手 | 備註                                                                                                |
| ------------- | ------------------- | -------- | --------------------------------------------------------------------------------------------------- |
| 2021年4月29日 | 混合糖漿（ミックスシロップ）        | 白雪深白 | 動畫MV由鬼燈童製作。                                                                                |
| 2021年6月1日  | TokiMeki Notes♪（トキメキノーツ♪） | NoriPro  | 動畫MV由鬼燈童製作。另外有四位成員各自的獨唱版本。                                                  |
| 2022年5月26日 | 童歌！（わらべうた！）          | 鬼燈童   | 動畫MV由手鞠Karuta製作。                                                                            |
| 2022年12月1日 | 夢色調色盤（夢色パレット）      | NoriPro  | NoriPro三周年原創曲。作畫為姬咲柚流和あらと安里，動畫MV由鬼燈童製作。另外有四位成員各自的獨唱版本。 |

### 網絡節目
- （2022年9月30日 - 、超！A&G+） - 出演：犬山玉姬、白雪深白、愛宮Milk[44]

## 備註
1. ↑  在VTuber圈子中指角色設計者
2. 1 2  犬山玉姬、白雪深白、愛宮Milk、姬咲柚流